# Psychotria polymorpha
Psychotria polymorpha är en måreväxtart som beskrevs av Werner Rodolfo Greuter. Psychotria polymorpha ingår i släktet Psychotria och familjen måreväxter. Inga underarter finns listade i Catalogue of Life.